# Aulacocyclus celebensis
Aulacocyclus celebensis is een keversoort uit de familie Passalidae. De wetenschappelijke naam van de soort is voor het eerst geldig gepubliceerd in 1899 door Heller.